# 武蔵遠山氏
武蔵遠山氏（むさしとおやまし）は、美濃遠山氏の明知遠山氏の一族。後北条氏家臣で、江戸城代。

## 概要
元は室町幕府に出仕し、足利義材（後の義稙）の家臣で（奉公衆であったとも伝えられる）。
初代の遠山直景の名前が史料に登場するのは、伊勢宗瑞(北条早雲)が小田原城を攻略した直後の永正3年(1506年）からなので、この時期には北条氏に仕えていたことが分かる。
伝えによれば、大永年間（1521年～1528年）美濃国恵那郡遠山荘の明知城主の遠山景保の子の遠山直景は明知城を親族に渡して退去し、士卒180名を率いて関東へ赴き北条早雲の配下に入ったとされる。
その頃、同じく幕府に申次衆として出仕していた伊勢新九郎（後の北条早雲）と親密になったと考えられており、遠山氏と同じく関東に下向して重用された、松田氏や伊勢氏ら創業時からの後北条氏家臣らは、この時期の関係者・仲間と思われる。
彼は江戸城代の地位を与えられ、息子の綱景と共に後北条氏の重臣として活躍した。『小田原衆所領役帳』によれば、比企郡野本（現・東松山市野本）・入間郡苦林（現・毛呂山町苦林）などに領していた 。
永禄7年（1564年）第二次国府台合戦で綱景が嫡男の隼人佐とともに戦死したため、出家していた遠山政景が還俗し江戸城代を継いだ。『新編武蔵国風土記稿』では綱景死後の城代は、綱景の弟で小倉城に拠った遠山直親だとする。直親が江戸城に移った後、小倉城は遠山光景が入ったという。
政景の跡はその子の直景が継ぎ、後北条氏の房総方面を管轄した。直景は 天正15年（1587年）に死去し、家督は嫡子の犬千世が継ぎ、後北条氏滅亡とともに没落した。

## 家系図
```
遠山直景

  ┣━━━━━━━━━━━━━━━━━┓

遠山綱景
　　　　　　　　　 　　　　
遠山康光

  ┣━━━━━┳━━━━━┓　　　　　┃

遠山政景
　
遠山藤九郎
　
遠山隼人佐
 　
遠山康英

  ┃

遠山直景 (左衛門大夫)

  ┃

遠山直勝
(犬千世)
```

## 異説
- 上村合戦の時、武田氏に敗れた明知遠山氏の一派が後北条氏へ逃げた説[2]がある。
- 徳川家康に功績を認められ、明知遠山氏から分裂し、東側諸国を治めるよう任された一派だと言われている説[2]もある。

## 関係者
遠山元一　(日興証券創業者　埼玉県比企郡出身)